# Chambord (Loir-et-Cher)
Pour les articles homonymes, voir Chambord.
Chambord est une commune française située dans le département de Loir-et-Cher, dans la région Centre-Val de Loire.
Localisée au centre-est du département, la commune fait partie de la petite région agricole « la Grande Sologne », vaste étendue de bois, elle est célèbre pour son château, produit de la Renaissance française. Avec une superficie de 5 438 ha en 2017, le Domaine National de Chambord est le plus grand parc forestier clos d'Europe.
L'occupation des sols est marquée par l'importance des espaces agricoles et naturels qui occupent la quasi-totalité du territoire communal. Plusieurs espaces naturels d'intérêt sont présents dans la commune : un espace protégé, trois sites natura 2000 et six zones naturelles d'intérêt écologique, faunistique et floristique (ZNIEFF). En 2010, l'orientation technico-économique de l'agriculture dans la commune est la culture des céréales et des oléoprotéagineux. À l'instar du département qui a vu disparaître le quart de ses exploitations en dix ans, le nombre d'exploitations agricoles a fortement diminué, passant de 13 en 1988, à 3 en 2000, puis à 3 en 2010. Il ne reste aujourd'hui plus qu'une ferme en activité (la ferme du Pinay).
Avec 93 habitants en 2017, la commune fait partie des 7 communes les plus faiblement peuplées de Loir-et-Cher.
La commune est célèbre pour son château et son parc entièrement clos, réserve nationale de chasse où se sont déroulés autrefois les chasses présidentielles.
Le village et tout le territoire de la commune de Chambord sont la propriété de l'État français administré sous la forme d'un établissement public à caractère industriel et commercial du nom de Domaine national de Chambord,.
Le patrimoine architectural de la commune comprend un bâtiment porté à l'inventaire des monuments historiques : le château de Chambord.

## Géographie

### Localisation et communes limitrophes
La commune de Chambord se trouve au centre-est du département de Loir-et-Cher, dans la petite région agricole de la Grande Sologne,. À vol d'oiseau, elle se situe à 14,6 km  de Blois, la préfecture du département. Chambord est le chef-lieu du canton de Chambord, dont elle dépend depuis 2015.
Les communes les plus proches sont :
Maslives (3,6 km), Saint-Dyé-sur-Loire (5,3 km), Huisseau-sur-Cosson (5,5 km), Thoury (6 km), Muides-sur-Loire (6,1 km), Montlivault (6,4 km), Bracieux (7,3 km), Suèvres (7,4 km) et Mont-près-Chambord (7,4 km).
| Saint-Dyé-sur-Loire | Muides-sur-Loire, Saint-Laurent-Nouan | Crouy-sur-Cosson |
| Maslives            | Chambord                              | Thoury           |
| Huisseau-sur-Cosson | Tour-en-Sologne                       | Neuvy            |

La commune est située à 16 km à l'est de Blois, 55 km au sud-ouest d'Orléans et 165 km au sud-ouest de Paris.

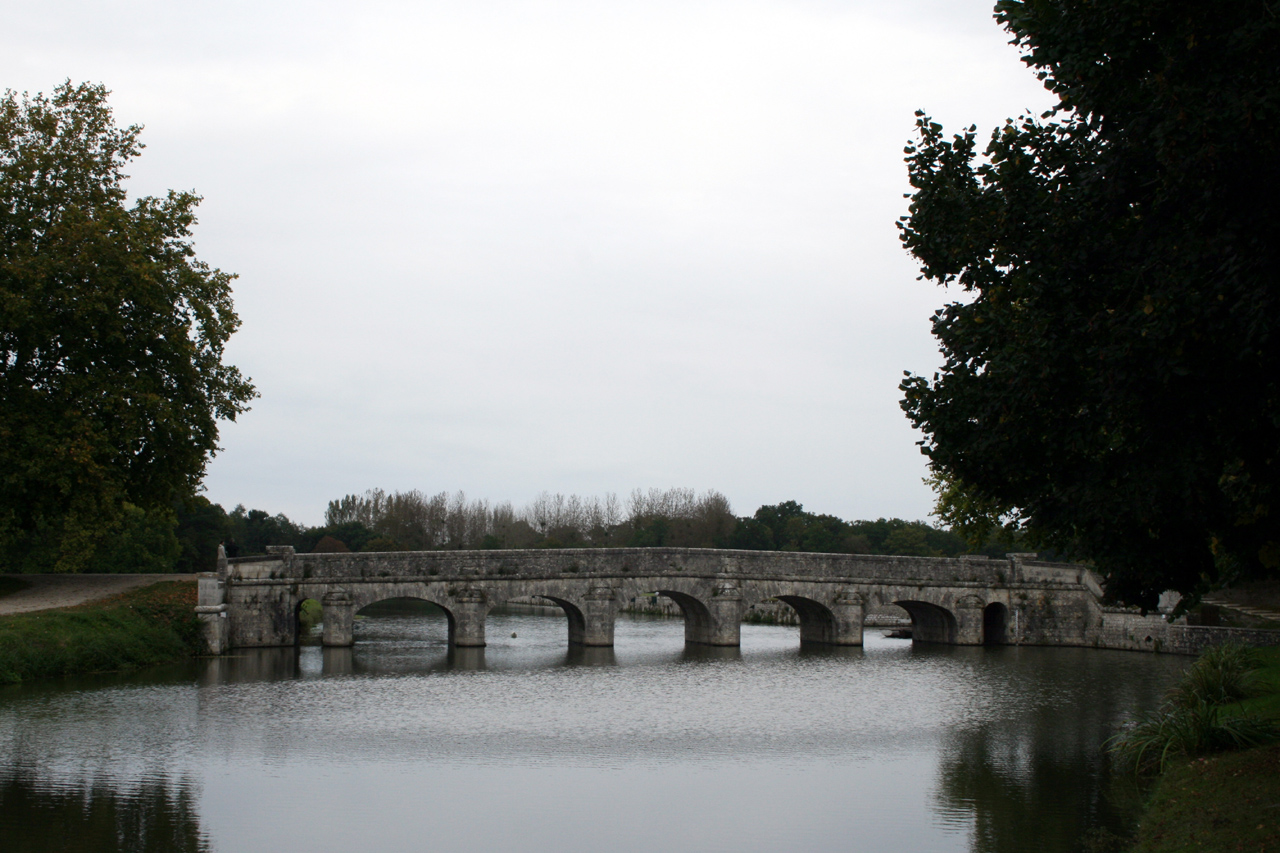
Pont sur le Cosson au niveau du château de Chambord.

La route départementale 33 traverse la commune d'est en ouest.

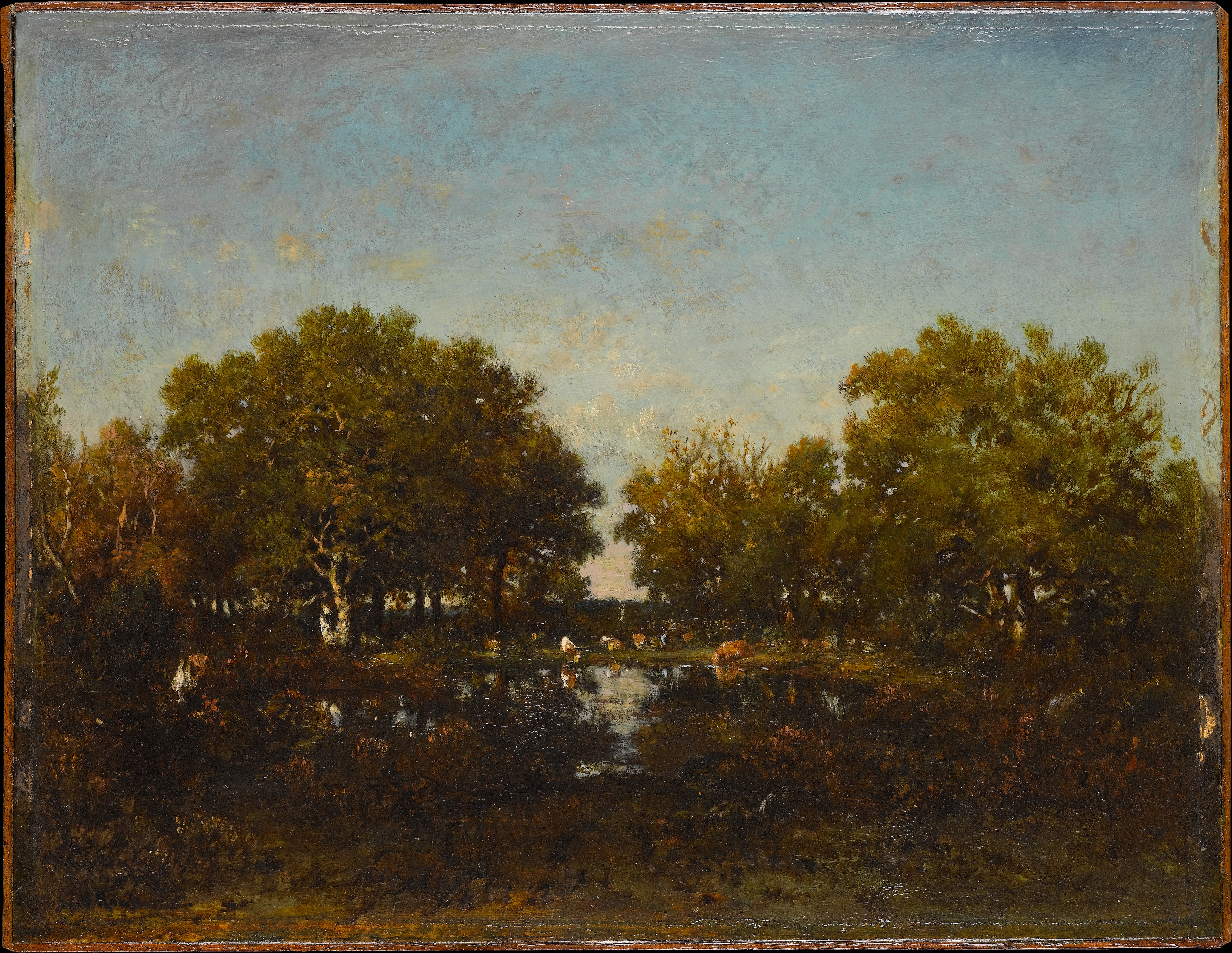
L'Étang (Souvenir de la forêt de Chambord)
Théodore Rousseau, 1839
Metropolitan Museum,New York

L'essentiel de son territoire est occupé par la forêt domaniale de Boulogne.
La forêt est traversée par les routes de la Commission, François-Ier, de Saint-Dyé, de Bracieux et la rivière Cosson.

### Lieux-dits et écarts
La Guillonnière et la chapelle de Maurepas au centre de la commune, à l'est du bourg, non loin du Cosson.
Le pavillon de Montfraut au sud, à limite de Neuvy.
Le pavillon de Bracieux au sud, à limite de Neuvy et de Tour-en-Sologne.
L'Ormetrou à l'ouest, à la limite de Maslives.
La Hannetière au nord, non loin de la limite de Maslives et Saint-Dyé-sur-Loire.
Le pavillon des Muides et la Gabillière au nord, non loin de la limite de Muides-sur-Loire.
Le Pinay à l'est, à la limite de Thoury.

### Hydrographie

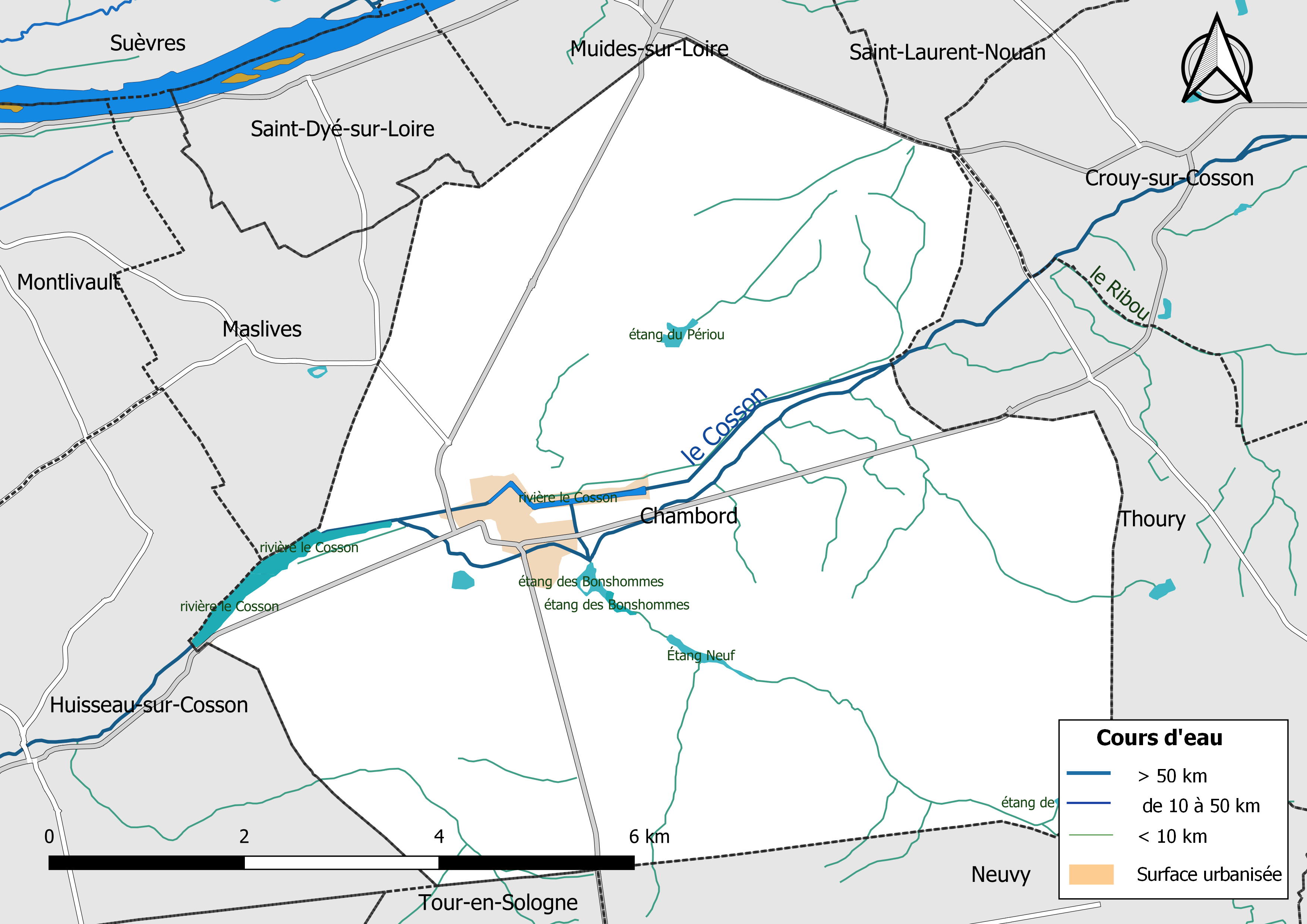
Réseau hydrographique de Chambord.

La commune est drainée par le Cosson (8,256 km) et par divers petits cours d'eau, constituant un réseau hydrographique de 57,27 km de longueur totale.
Le Cosson traverse la commune du nord-est vers le sud-ouest. D'une longueur totale de 96,4 km, il prend sa source dans la commune de Vannes-sur-Cosson (45) et se jette dans le Beuvron à Candé-sur-Beuvron, après avoir traversé 18 communes.
Sur le plan piscicole, ce cours d'eau est classé en deuxième catégorie, où le peuplement piscicole dominant est constitué de poissons blancs (cyprinidés) et de carnassiers (brochet, sandre et perche).

### Climat
Pour des articles plus généraux, voir Climat du Centre-Val de Loire et Climat de Loir-et-Cher.
En 2010, le climat de la commune est de type climat océanique dégradé des plaines du Centre et du Nord, selon une étude du CNRS s'appuyant sur une série de données couvrant la période 1971-2000. En 2020, Météo-France publie une typologie des climats de la France métropolitaine dans laquelle la commune est exposée à un climat océanique altéré et est dans la région climatique Moyenne vallée de la Loire, caractérisée par une bonne insolation (1 850 h/an) et un été peu pluvieux.
Pour la période 1971-2000, la température annuelle moyenne est de 11,1 °C, avec une amplitude thermique annuelle de 15 °C. Le cumul annuel moyen de précipitations est de 657 mm, avec 10,4 jours de précipitations en janvier et 6,9 jours en juillet. Pour la période 1991-2020, la température moyenne annuelle observée sur la station météorologique de Météo-France la plus proche, dans la commune de Cheverny à 13 km à vol d'oiseau, est de 11,8 °C et le cumul annuel moyen de précipitations est de 675,8 mm,. Pour l'avenir, les paramètres climatiques de la commune estimés pour 2050 selon différents scénarios d'émission de gaz à effet de serre sont consultables sur un site dédié publié par Météo-France en novembre 2022.

### Milieux naturels et biodiversité

#### Espaces protégés
La protection réglementaire est le mode d'intervention le plus fort pour préserver des espaces naturels remarquables et leur biodiversité associée.Un espace protégé est présent dans la commune : « Chambord », une réserve nationale de chasse et de faune sauvage instituée par arrêté du 4 avril 1974,Il présente une superficie de 5 459,33 ha.

#### Sites Natura 2000
Le réseau Natura 2000 est un réseau écologique européen de sites naturels d'intérêt écologique élaboré à partir des Directives « Habitats » et « Oiseaux ». Ce réseau est constitué de Zones spéciales de conservation (ZSC) et de Zones de protection spéciale (ZPS). Dans les zones de ce réseau, les États membres s'engagent à maintenir dans un état de conservation favorable les types d'habitats et d'espèces concernés, par le biais de mesures réglementaires, administratives ou contractuelles. L'objectif est de promouvoir une gestion adaptée des habitats tout en tenant compte des exigences économiques, sociales et culturelles, ainsi que des particularités régionales et locales de chaque État membre. Les activités humaines ne sont pas interdites, dès lors que celles-ci ne remettent pas en cause significativement l'état de conservation favorable des habitats et des espèces concernés. Des parties du territoire communal sont incluses dans les sites Natura 2000 suivants :
- le « Domaine de Chambord », d'une superficie de 4 676 ha, et institué par arrêté du 4 avril 1974[20],[24] et la « Sologne », d'une superficie de 346 184 ha[25] ;
- le « Domaine de Chambord », d'une superficie de 4 665 ha[26].

#### Zones naturelles d'intérêt écologique, faunistique et floristique
L'inventaire des zones naturelles d'intérêt écologique, faunistique et floristique (ZNIEFF) a pour objectif de réaliser une couverture des zones les plus intéressantes sur le plan écologique, essentiellement dans la perspective d'améliorer la connaissance du patrimoine naturel national et de fournir aux différents décideurs un outil d'aide à la prise en compte de l'environnement dans l'aménagement du territoire. Le territoire communal de Chambord comprend six ZNIEFF :
- le « Domaine national de Chambord » (5 390,25 ha)[28] ;
- les « Landes du Rond Prince Francois Joseph » (115,77 ha)[29] ;
- les « Layons à grassette de la route du Prince Charles » (0,45 ha)[30] ;
- la « Mare de la Chaussée » (0,12 ha)[31] ;
- les « Mares de la Gabillière » (0,7 ha)[32] ;
- la « Tourbière du Rond des Princes » (0,2 ha)[33].

## Urbanisme

### Typologie
Au 1er janvier 2024, Chambord est catégorisée commune rurale à habitat dispersé, selon la nouvelle grille communale de densité à sept niveaux définie par l'Insee en 2022.
Elle est située hors unité urbaine. Par ailleurs la commune fait partie de l'aire d'attraction de Blois, dont elle est une commune de la couronne,. Cette aire, qui regroupe 78 communes, est catégorisée dans les aires de 50 000 à moins de 200 000 habitants,.

### Occupation des sols
L'occupation des sols est marquée par l'importance des espaces agricoles et naturels (96,8 %). La répartition détaillée ressortant de la base de données européenne d'occupation biophysique des sols Corine Land Cover millésimée 2012 est la suivante :
terres arables (11,6 %),
cultures permanentes (0,6 %),
zones agricoles hétérogènes (15,4 %),
prairies (3,5 %),
forêts (65,2 %),
milieux à végétation arbustive ou herbacée (0,7 %),
zones urbanisées (1 %),
espaces verts artificialisés non agricoles (0,5 %),
zones industrielles et commerciales et réseaux de communication (1,7 %),
eaux continentales (0,5 %).
Le territoire présente un caractère rural marqué et identitaire : la pierre et la brique agrémentent le bâti agricole et lui confèrent une identité architecturale forte. À l'échelle de l'unité géographique Herbault, qui regroupe huit communes, dont Herbault, la consommation d'espaces agricoles et naturels entre 2002 et 2015 pour répondre aux besoins de développement a été relativement faible, 81,5 % des aménagements (logements, équipements, entreprises) ont été réalisés sur de nouveaux terrains, soit 36,2 hectares.

### Planification
La loi SRU du 13 décembre 2000 a incité fortement les communes à se regrouper au sein d'un établissement public, pour déterminer les partis d'aménagement de l'espace au sein d'un SCoT, un document essentiel d'orientation stratégique des politiques publiques à une grande échelle. La commune est dans le territoire du SCOT du Blésois, approuvé en 2006 et révisé en juillet 2016.
En matière de planification, la commune, en 2017, avait engagé l'élaboration d'un plan local d'urbanisme. Par ailleurs, à la suite de la loi ALUR (loi pour l'accès au logement et un urbanisme rénové) de mars 2014, un plan local d'urbanisme intercommunal couvrant le territoire de la Communauté de communes du Grand Chambord a été prescrit le 3 décembre 2015.

### Habitat et logement
Le tableau ci-dessous présente la typologie des logements à Chambord en 2016 en comparaison avec celle du Loir-et-Cher et de la France entière. Une caractéristique marquante du parc de logements est ainsi la faible proportion des résidences secondaires et logements occasionnels (8,1 %) par rapport au département (18 %) et à la France entière (9,6 %). Concernant le statut d'occupation de ces logements, 0,0 % des habitants de la commune sont propriétaires de leur logement (0,0 % en 2011), contre 68,1 % pour le Loir-et-Cher et 57,6 pour la France entière.
|                                                         | Chambord | Loir-et-Cher | France entière |
| ------------------------------------------------------- | -------- | ------------ | -------------- |
| Résidences principales (en %)                           | 77,0     | 74,5         | 82,3           |
| Résidences secondaires et logements occasionnels (en %) | 8,1      | 18           | 9,6            |
| Logements vacants (en %)                                | 15,0     | 7,5          | 8,1            |

### Voies de communication et transports

#### Transports doux

Tracé de l'EV6.

L'EuroVelo 6 ou EV6, également connue sous le nom d'« Eurovéloroute des Fleuves », est une véloroute de type EuroVelo qui traverse Chambord en reliant Saint-Nazaire à Constanţa. C'est la plus célèbre des véloroutes européennes, longue de 3 653 km, elle traverse l'Europe d'ouest en est, de l'océan Atlantique à la mer Noire en passant par dix pays. Elle suit l'itinéraire de trois des plus grands fleuves européens : la Loire, le Rhin et le Danube.

### Risques majeurs
Le territoire communal de Chambord est vulnérable à différents aléas naturels : inondations (par débordement du Cosson), climatiques (hiver exceptionnel ou canicule), feux de forêts, mouvements de terrains ou sismique (sismicité très faible). Il est également exposé à un risque technologique : le risque nucléaire,.

#### Risques naturels

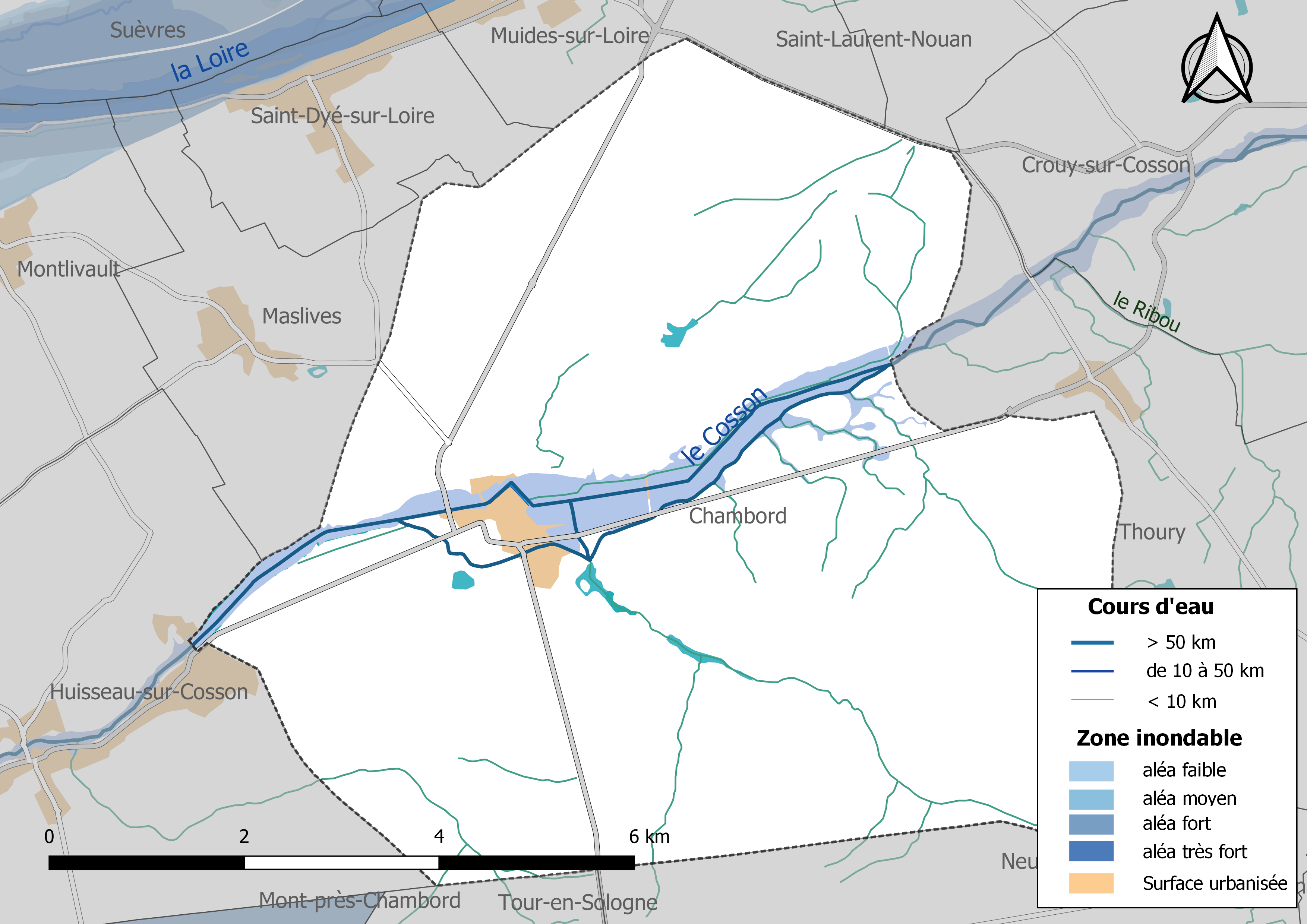
Zones inondables de la commune de Chambord.

Les mouvements de terrains susceptibles de se produire dans la commune sont liés au retrait-gonflement des argiles. Le phénomène de retrait-gonflement des argiles est la conséquence d'un changement d'humidité des sols argileux. Les argiles sont capables de fixer l'eau disponible mais aussi de la perdre en se rétractant en cas de sécheresse. Ce phénomène peut provoquer des dégâts très importants sur les constructions (fissures, déformations des ouvertures) pouvant rendre inhabitables certains locaux. La carte de zonage de cet aléa peut être consultée sur le site de l'observatoire national des risques naturels Georisques.
Un atlas des zones inondables du Cosson est établi en février 2006. Les crues historiques du Cosson sont celles de 1856, 1937 et 1977. Le débit de la crue de référence varie ainsi entre 70 et 80 m3/s selon les sections.

#### Risques technologiques
La totalité du territoire de la commune peut être concernée par le risque nucléaire. En cas d'accident grave, certaines installations nucléaires sont susceptibles de rejeter dans l'atmosphère de l'iode radioactif. Or la commune se situe partiellement à l'intérieur du périmètre de 20 km du Plan particulier d'intervention de la centrale nucléaire de Saint-Laurent-des-Eaux. À ce titre les habitants de la commune, comme tous ceux résidant dans le périmètre proche de 20 km de la centrale ont bénéficié, à titre préventif, d'une distribution de comprimés d'iode stable dont l'ingestion avant rejet radioactif permet de pallier les effets sur la thyroïde d'une exposition à de l'iode radioactif. En cas d'incident ou d'accident nucléaire, des consignes de confinement ou d'évacuation peuvent être données et les habitants peuvent être amenés à ingérer, sur ordre du préfet, les comprimés en leur possession,.

## Toponymie
Attesté sous la forme Cambortus en 860, Chambord provient directement du gaulois, signifiant « gué du méandre »,, où cambo signifie littéralement « courbe » et ritu, « gué »,.
Au cours de la Révolution française, la commune porta provisoirement le nom de Bordchamp.

## Histoire
En 1491, le domaine est acquis par la couronne de France.
En 1519, François Ier décide de la construction du château de Chambord ; elle s'achève en 1690 sous le règne de Louis XIV.
En 1930, le domaine est acquis par l'État français. Aucun habitant ne possède de biens sur le territoire de la commune qui est tout entière propriété de l'État (domaine privé de l'État pour la forêt de Chambord, domaine public de l'État pour le reste). La mairie de Chambord ne possède aucun bien, pas même l'hôtel de ville.
En 2005, la commune accueille le départ de la cinquième étape du Tour de France cycliste.

## Politique et administration

### Découpage territorial
La commune de Chambord est membre de la Communauté de communes du Grand Chambord, un établissement public de coopération intercommunale (EPCI) à fiscalité propre créé le 1er janvier 2002.
Elle est rattachée sur le plan administratif à l'arrondissement de Blois, au département de Loir-et-Cher et à la région Centre-Val de Loire, en tant que circonscriptions administratives. Sur le plan électoral, elle est rattachée au canton de Chambord depuis 2015 pour l'élection des conseillers départementaux et à la deuxième circonscription de Loir-et-Cher pour les élections législatives.

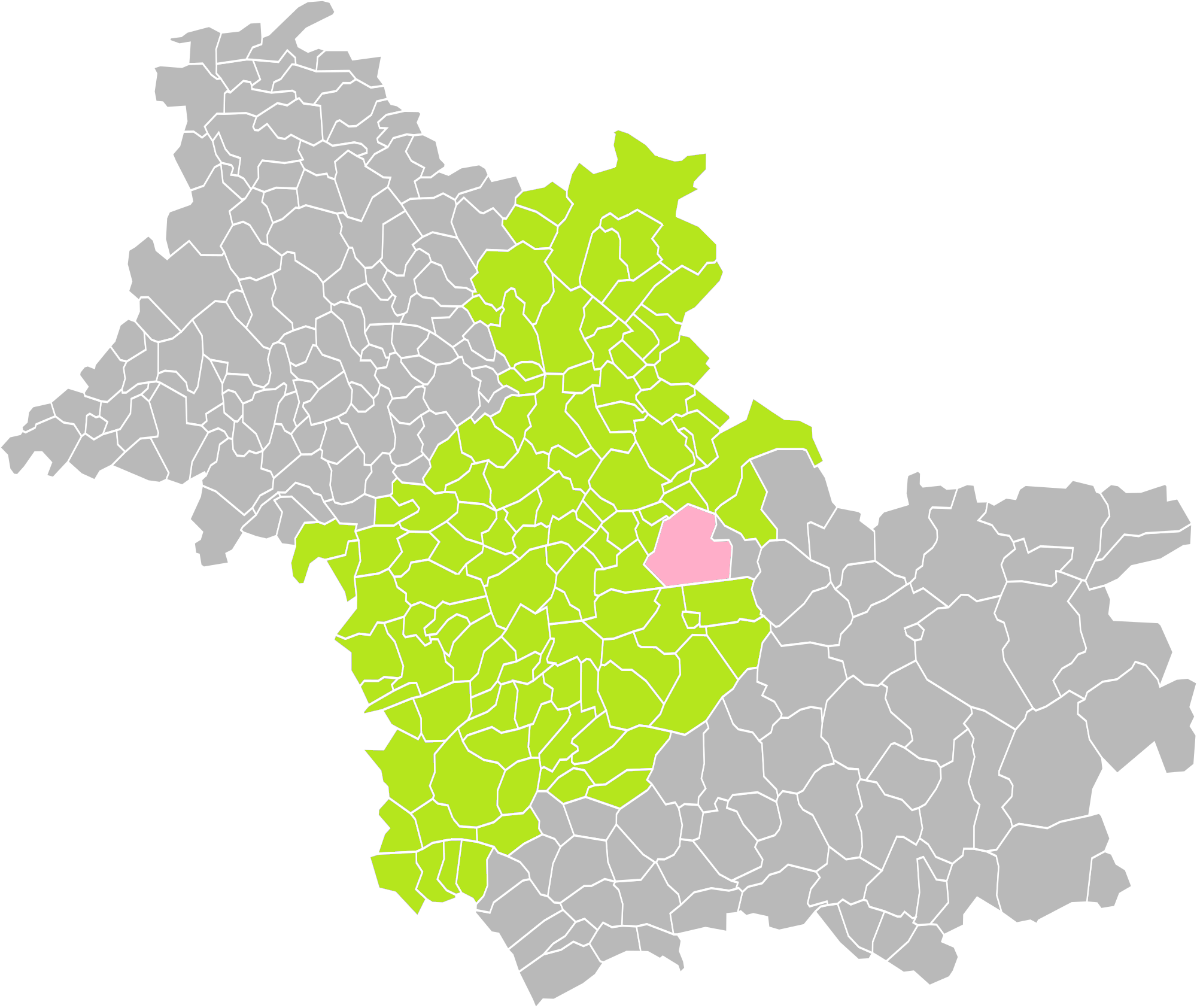
Chambord dans l'arrondissement de Blois en 2016.
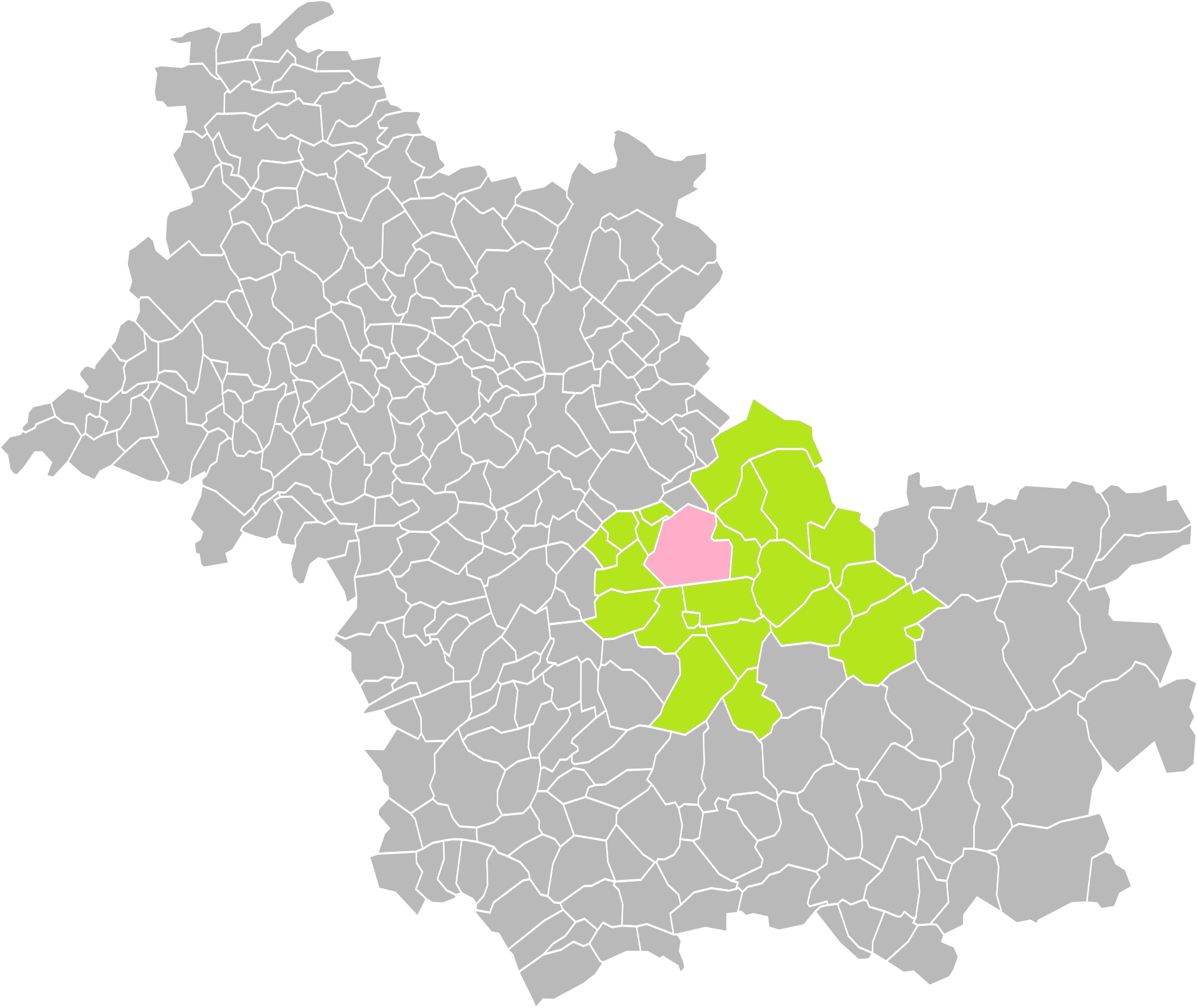
Chambord dans le canton de Chambord en 2016.

### Politique et administration municipale

#### Conseil municipal et maire
Le conseil municipal de Chambord, commune de moins de 1 000 habitants, est élu au scrutin majoritaire plurinominal avec listes ouvertes et panachage. Compte tenu de la population communale, le nombre de sièges au conseil municipal est de 7. Le maire, à la fois agent de l'État et exécutif de la commune en tant que collectivité territoriale, est élu par le conseil municipal au scrutin secret lors de la première réunion du conseil suivant les élections municipales, pour un mandat de six ans, c'est-à-dire pour la durée du mandat du conseil.
| Période                                  | Période  | Identité   | Étiquette | Qualité |
| ---------------------------------------- | -------- | ---------- | --------- | ------- |
| 2001                                     | En cours | André Joly |           |         |
| Les données manquantes sont à compléter. |          |            |           |         |

Domaine national de Chambord
| Période                                  | Période       | Identité          | Étiquette | Qualité          |
| ---------------------------------------- | ------------- | ----------------- | --------- | ---------------- |
| septembre 2007                           | décembre 2009 | Emmanuelle Mignon |           |                  |
| décembre 2009                            | 2011          | Pierre Charon     |           |                  |
| 2012                                     |               | Gérard Larcher    |           |                  |
| mars 2014                                | en cours      | André Joly,       |           | Ouvrier agricole |
| Les données manquantes sont à compléter. |               |                   |           |                  |

## Population et société

### Démographie

#### Évolution démographique
L'évolution du nombre d'habitants est connue à travers les recensements de la population effectués dans la commune depuis 1793. Pour les communes de moins de 10 000 habitants, une enquête de recensement portant sur toute la population est réalisée tous les cinq ans, les populations de référence des années intermédiaires étant quant à elles estimées par interpolation ou extrapolation. Pour la commune, le premier recensement exhaustif entrant dans le cadre du nouveau dispositif a été réalisé en 2007.

En 2022, la commune comptait 99 habitants, en évolution de −1 % par rapport à 2016 (Loir-et-Cher : −1,15 %, France hors Mayotte : +2,11 %).
| 1793 | 1800 | 1806 | 1821 | 1831 | 1836 | 1841 | 1846 | 1851 |
| ---- | ---- | ---- | ---- | ---- | ---- | ---- | ---- | ---- |
| 474  | 485  | 417  | 396  | 400  | 352  | 327  | 338  | 354  |

| 1856 | 1861 | 1866 | 1872 | 1876 | 1881 | 1886 | 1891 | 1896 |
| ---- | ---- | ---- | ---- | ---- | ---- | ---- | ---- | ---- |
| 322  | 308  | 294  | 308  | 308  | 264  | 292  | 436  | 434  |

| 1901 | 1906 | 1911 | 1921 | 1926 | 1931 | 1936 | 1946 | 1954 |
| ---- | ---- | ---- | ---- | ---- | ---- | ---- | ---- | ---- |
| 401  | 428  | 421  | 316  | 324  | 325  | 286  | 299  | 266  |

| 1962 | 1968 | 1975 | 1982 | 1990 | 1999 | 2006 | 2007 | 2012 |
| ---- | ---- | ---- | ---- | ---- | ---- | ---- | ---- | ---- |
| 260  | 267  | 220  | 197  | 200  | 185  | 157  | 150  | 120  |

| 2017 | 2022 | - | - | - | - | - | - | - |
| ---- | ---- | - | - | - | - | - | - | - |
| 93   | 99   | - | - | - | - | - | - | - |

#### Pyramide des âges
La population de la commune est relativement jeune.
En 2018, le taux de personnes d'un âge inférieur à 30 ans s'élève à 31,2 %, soit en dessous de la moyenne départementale (31,3 %). À l'inverse, le taux de personnes d'âge supérieur à 60 ans est de 24,7 % la même année, alors qu'il est de 31,6 % au niveau départemental.
En 2018, la commune comptait 40 hommes pour 53 femmes, soit un taux de 56,99 % de femmes, largement supérieur au taux départemental (51,45 %).
Les pyramides des âges de la commune et du département s'établissent comme suit.
| Hommes | Classe d’âge | Femmes |
| ------ | ------------ | ------ |
| 0,0    | 90 ou +      | 5,7    |
| 2,5    | 75-89 ans    | 9,4    |
| 20,0   | 60-74 ans    | 11,3   |
| 32,5   | 45-59 ans    | 22,6   |
| 20,0   | 30-44 ans    | 15,1   |
| 12,5   | 15-29 ans    | 28,3   |
| 12,5   | 0-14 ans     | 7,5    |

| Hommes | Classe d’âge | Femmes |
| ------ | ------------ | ------ |
| 1,1    | 90 ou +      | 2,6    |
| 9,2    | 75-89 ans    | 11,9   |
| 19,7   | 60-74 ans    | 20,4   |
| 20,7   | 45-59 ans    | 20     |
| 16,5   | 30-44 ans    | 16,2   |
| 15,2   | 15-29 ans    | 13,2   |
| 17,6   | 0-14 ans     | 15,7   |

## Économie

### Secteurs d'activité
Le tableau ci-dessous détaille le nombre d'entreprises implantées à Chambord selon leur secteur d'activité et le nombre de leurs salariés :
|                                                              | total | % com (% dep) | 0 salarié | 1 à 9 salarié(s) | 10 à 19 salariés | 20 à 49 salariés | 50 salariés ou plus |
| ------------------------------------------------------------ | ----- | ------------- | --------- | ---------------- | ---------------- | ---------------- | ------------------- |
| Ensemble                                                     | 15    | 100,0 (100)   | 5         | 7                | 1                | 1                | 1                   |
| Agriculture, sylviculture et pêche                           | 1     | 6,7 (11,8)    | 0         | 0                | 0                | 1                | 0                   |
| Industrie                                                    | 1     | 6,7 (6,5)     | 0         | 1                | 0                | 0                | 0                   |
| Construction                                                 | 0     | 0,0 (10,3)    | 0         | 0                | 0                | 0                | 0                   |
| Commerce, transports, services divers                        | 12    | 80,0 (57,9)   | 5         | 5                | 1                | 0                | 1                   |
| dont commerce et réparation automobile                       | 1     | 6,7 (17,5)    | 1         | 0                | 0                | 0                | 0                   |
| Administration publique, enseignement, santé, action sociale | 1     | 6,7 (13,5)    | 0         | 1                | 0                | 0                | 0                   |
| Champ : ensemble des activités.                              |       |               |           |                  |                  |                  |                     |

Le secteur du commerce, transports et services divers est prépondérant dans la commune (12 entreprises sur 15).
Sur les 15 entreprises implantées à Chambord en 2016, 5 ne font appel à aucun salarié, 7 comptent 1 à 9 salariés, 1 emploie entre 10 et 19 personnes.1 emploie entre 20 et 49 personnes.

### Agriculture
En 2010, l'orientation technico-économique de l'agriculture dans la commune est la culture de céréales et d'oléoprotéagineux (COP). Le département a perdu près d'un quart de ses exploitations en 10 ans, entre 2000 et 2010 (c'est le département de la région Centre-Val de Loire qui en compte le moins). Cette tendance se retrouve également au niveau de la commune où le nombre d'exploitations est passé de 4 en 1988 à 3 en 2000 puis à 3 en 2010. Parallèlement, la taille de ces exploitations augmente, passant de 90 ha en 1988 à 75 ha en 2010.
Le tableau ci-dessous présente les principales caractéristiques des exploitations agricoles de Chambord, observées sur une période de 22 ans :
|                                      | 1988                 | 2000                 | 2010                 |
| Dimension économique                 | Dimension économique | Dimension économique | Dimension économique |
| ------------------------------------ | -------------------- | -------------------- | -------------------- |
| Nombre d'exploitations (u)           | 4                    | 3                    | 3                    |
| Travail (UTA)                        | 8                    | 4                    | 4                    |
| Surface agricole utilisée (ha)       | 358                  | 196                  | 226                  |
| Cultures                             |                      |                      |                      |
| Terres labourables (ha)              | 179                  | 178                  | 189                  |
| Céréales (ha)                        | 100                  | 85                   | 93                   |
| dont blé tendre (ha)                 | s                    | 18                   | s                    |
| dont maïs-grain et maïs-semence (ha) | 45                   | s                    |                      |
| Tournesol (ha)                       | 9                    | 21                   |                      |
| Colza et navette (ha)                | 0                    |                      |                      |
| Élevage                              |                      |                      |                      |
| Cheptel (UGBTA)                      | 44                   | 62                   | 19                   |

#### Produits labellisés
Le territoire de la commune est intégré aux aires de productions de divers produits bénéficiant d'une indication géographique protégée (IGP) : le vin Val-de-loire et les volailles de l’Orléanais,.

## Culture locale et patrimoine

### Lieux et monuments

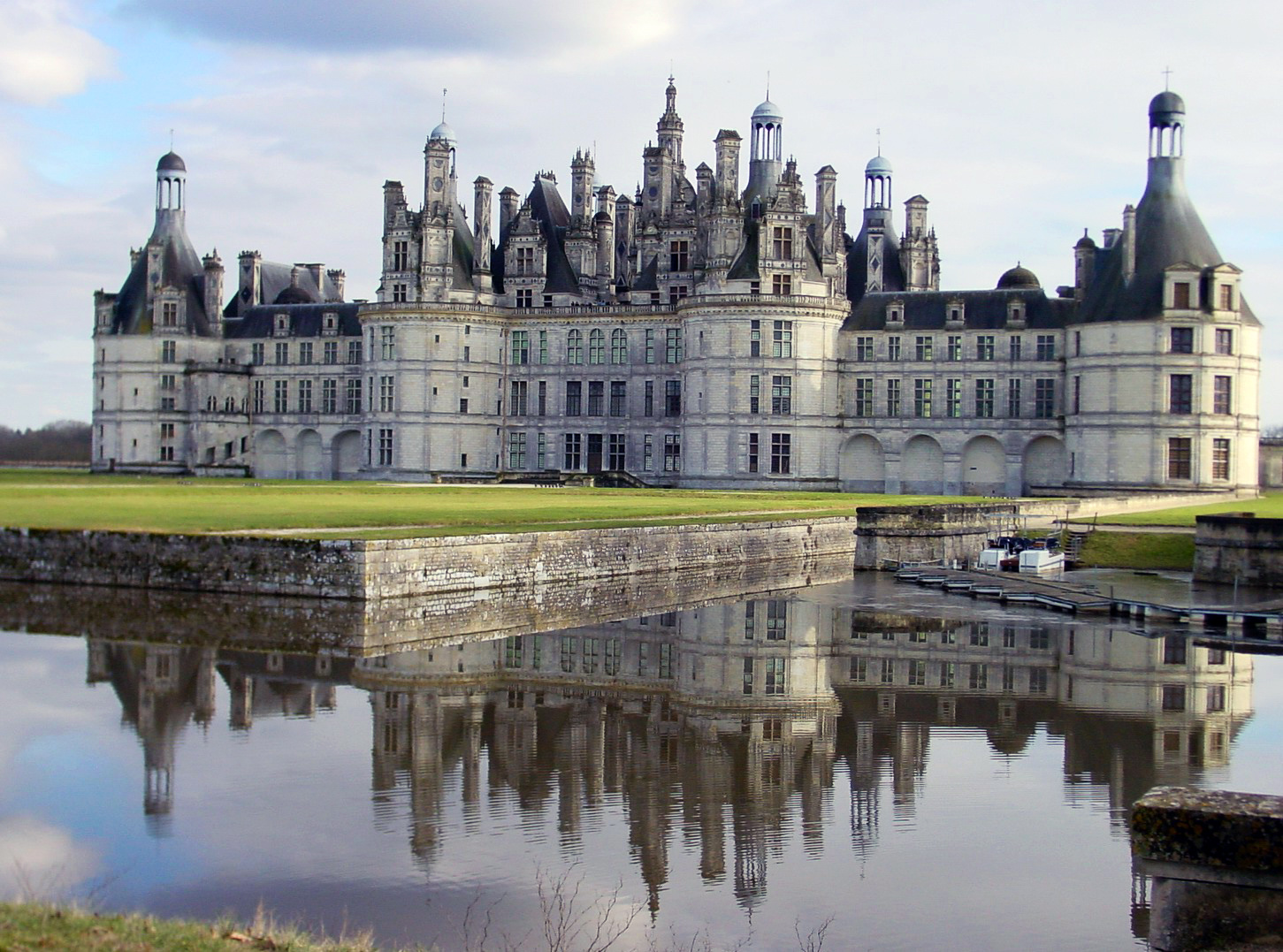
Le château de Chambord.

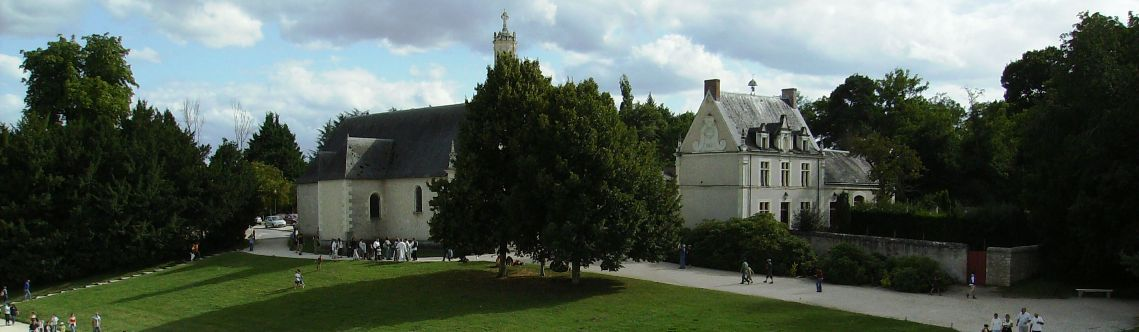
La mairie et l'église de Chambord.

- Le château de Chambord datant du  XVIe siècle classé monument historique en 1840[82] ;
- Les jardins d'agrément et le parc de chasse du château classés monuments historiques[83] ;
- L'église Saint-Louis, construite en 1666 puis remaniée ; la tour-porche est datée de 1855[84] ;
- La chapelle du lieu-dit Maurepas datant du XVIe siècle[85] ;
- Les vestiges du château fort au lieu-dit Montfraut, construit au XIVe siècle et détruit au XVIIIe siècle[86] ;
- La fontaine Caroline datant de 1825[87] ;
- Le pont des Italiens datant probablement du XVIe siècle, franchissant le Cosson dans l'ouest de la commune[88] ;
- Le pont Saint-Michel datant probablement du XVIe siècle, franchissant le Cosson dans l'est de la commune[89] ;
- L'hôtel Saint-Michel, construit au XVIIIe siècle[90] ;
- Les pavillons disposés aux entrées du parc clos : de Muides, de Thoury, de Monfrault, de Bracieux et de Saint-Dyé ;
- Les étangs de la Faisanderie, du Périou, de la Thibaudière, des Bonshommes ;
- Les rives du Cosson.

### Héraldique
| Blason de Chambord | Blason  | D'azur à trois fleurs de lys d'or accompagnées en cœur d'une salamandre couronnée d'or vomissant des flammes de gueules, dans sa patience du même.                                                                         |
| Blason de Chambord | Détails | Ces armes rappellent que Chambord est un château royal : sa construction fut entreprise, en 1519, par François Ier dont l'emblème - la salamandre - figure en cœur. adopté par délibération municipale du 31 janvier 1995. |

## Classement
En 1947, le site fut classé au titre de « réserve nationale de chasse et de faune sauvage ».
En 2000, Chambord a bénéficié d'un classement au patrimoine mondial de l'UNESCO dans le cadre de l'inscription du Val de Loire entre Sully-sur-Loire et Chalonnes-sur-Loire.
La commune est située dans une zone de protection spéciale du réseau Natura 2000.